# کیلی ۱۶۷۵۵
سیارک ۱۶۷۵۵ (به انگلیسی: 16755 Cayley، نامگذاری:1996RE1) شانزده هزار و هفتصد و پنجاه و پنجمین سیارک کشف شده‌است که در ۹ سپتامبر ۱۹۹۶ کشف شد.
قدر مطلق سیارک برابر ۱۵٫۰۰ است.